# (6885) Nitardy
(6885) Nitardy (9570 P-L) – planetoida z pasa głównego asteroid okrążająca Słońce w ciągu 4,31 lat w średniej odległości 2,65 j.a. Odkryta 17 października 1960 roku.